# Édouard Rowlandson
Édouard Rowlandson (Le Touquet-Paris-Plage, 20 luglio 1988) è un pallavolista francese.